# Dacrycarpus
Dacrycarpus (лат.) — род растений семейства Подокарповые (Podocarpaceae). Могут достигать 55—60 метров в высоту. В ареал входят территории от Мьянмы до Фиджи Новой Зеландии. Пять видов произрастают на Новой Гвинее.

## Описание
Высокие двудомные, реже однодомные деревья. Листья мелкие мелкие, треугольные, чешуевидные, прижатые. Листорасположение спиральное. Пыльца с двумя воздушными мешками.

## Название
Название связано с тем, что стерильные экземпляры похожи на представителей рода Dacrydium — эти роды отличаются друг от друга строением семян.

## Ископаемые представители
Ископаемые представители рода известны из средней юры Антарктиды и Новой Зеландии, от верхнего мела до олигоцена Южной Патагонии и из олигоцена Юго-Восточной Австралии, где в настоящее время вымерли.

## Виды
По информации базы данных The Plant List (на июль 2016 года), род включает девять видов:
- Dacrycarpus cinctus (Pilg.) de Laub.
- Dacrycarpus compactus (Wasscher) de Laub.
- Dacrycarpus cumingii (Parl.) de Laub.
- Dacrycarpus dacrydioides (A.Rich.) de Laub. — Ногоплодник дакридиевидный
- Dacrycarpus expansus de Laub.
- Dacrycarpus imbricatus (Blume) de Laub.
- Dacrycarpus kinabaluensis (Wasscher) de Laub.
- Dacrycarpus steupii (Wasscher) de Laub.
- Dacrycarpus vieillardii (Parl.) de Laub.